# Stream processing
 (novembre 2016).
Si vous disposez d'ouvrages ou d'articles de référence ou si vous connaissez des sites web de qualité traitant du thème abordé ici, merci de compléter l'article en donnant les références utiles à sa vérifiabilité et en les liant à la section « Notes et références ».
 (novembre 2016).
Sa qualité peut être largement améliorée en utilisant un vocabulaire plus directement compréhensible.
Le Stream processing est un paradigme de programmation, équivalent à dataflow programming (en) et à la programmation réactive, qui permet à des applications d'exploiter une forme limitée de parallélisme. Ces applications peuvent utiliser des unités de calcul, tel que les FPUs sur un GPU ou FPGAs sans gestion explicite d'allocation, synchronisation ou communication entre eux.

## Applications
Une des applications courantes du stream processing est le traitement analytique des données en temps réel. À l’aide des technologies de messaging comme Apache Kafka et des frameworks de stream processing (comme Apache Flink, Apache Spark ou Kafka Stream par exemple), il est possible de créer des pipelines de traitement de données complexes produisant des résultats en temps réel sur des technologies scalables et résilientes.[anglicisme à remplacer]